# Liga von Prizren

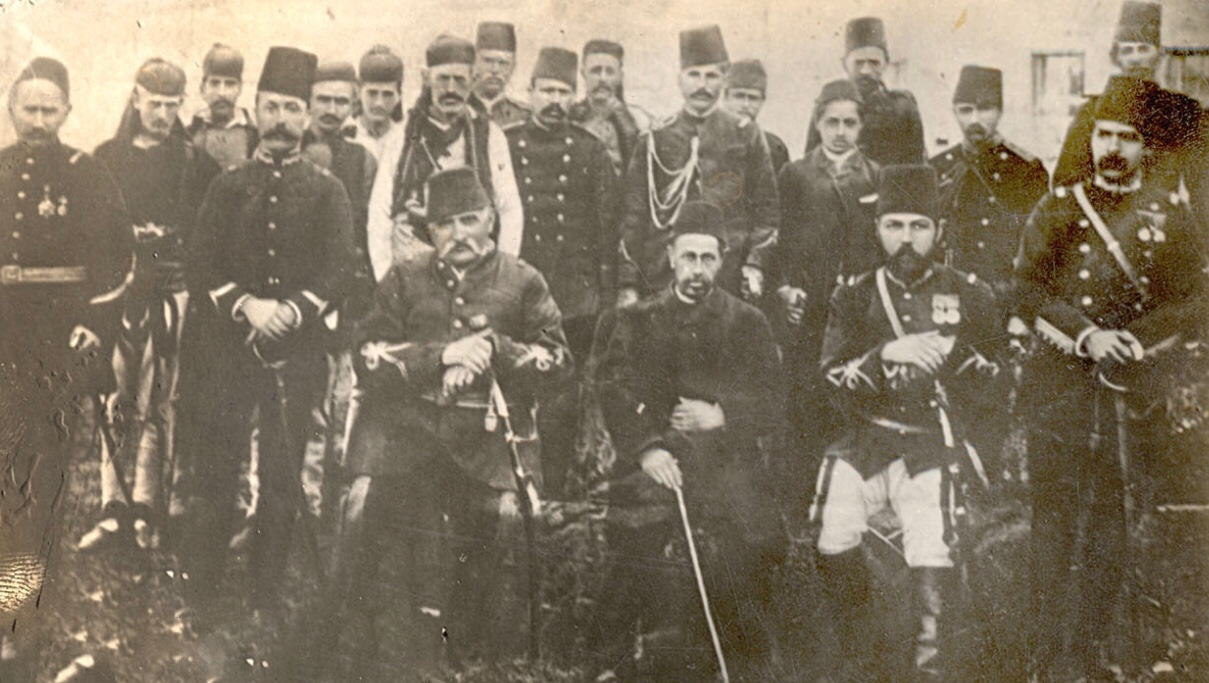
Gruppenfotografie einiger Ligamitglieder (vor 1888); erste Reihe links der Heerführer Ali Pascha Gucia

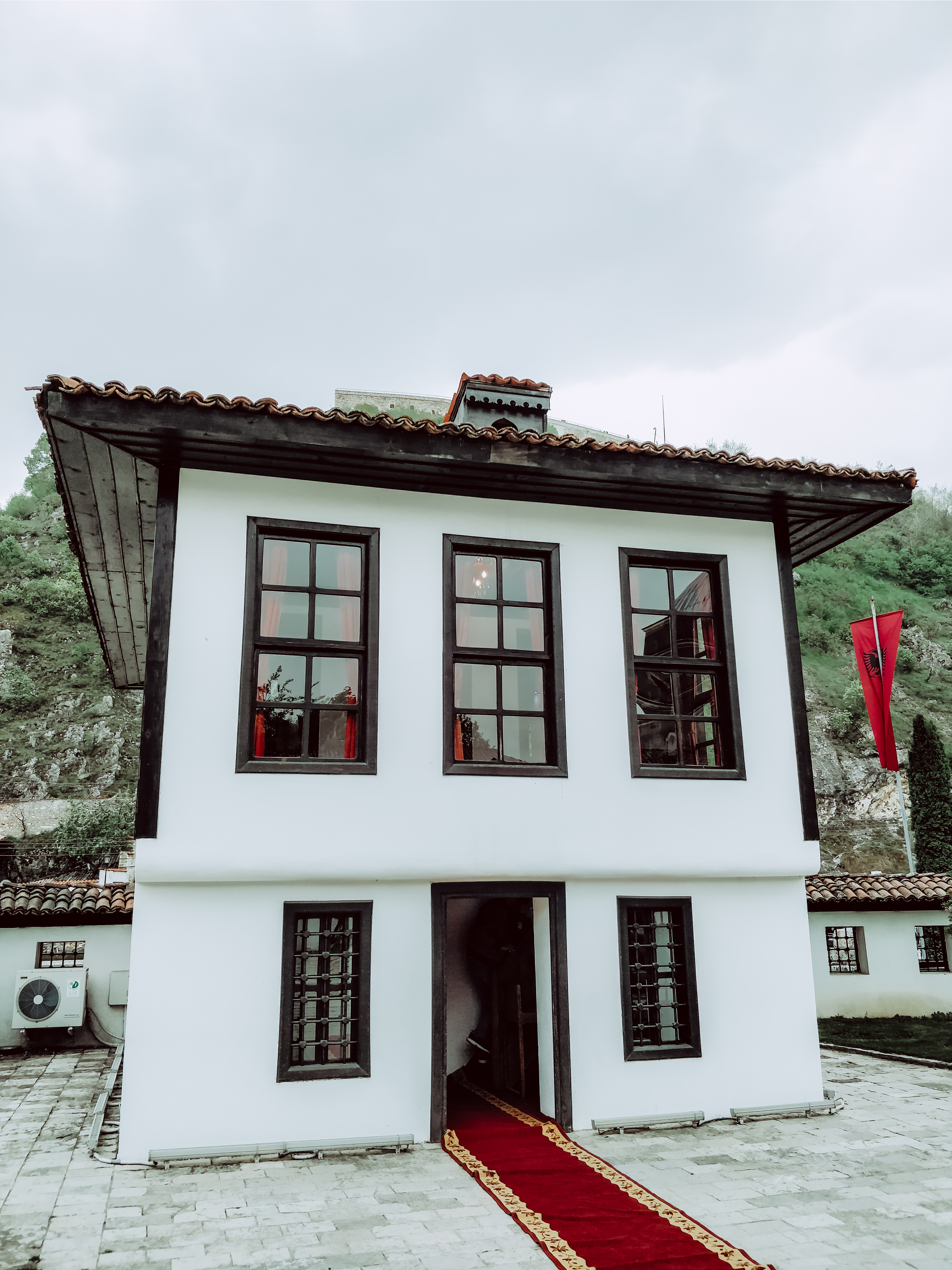
Gründungshaus und heute Museum der Liga von Prizren (2018)

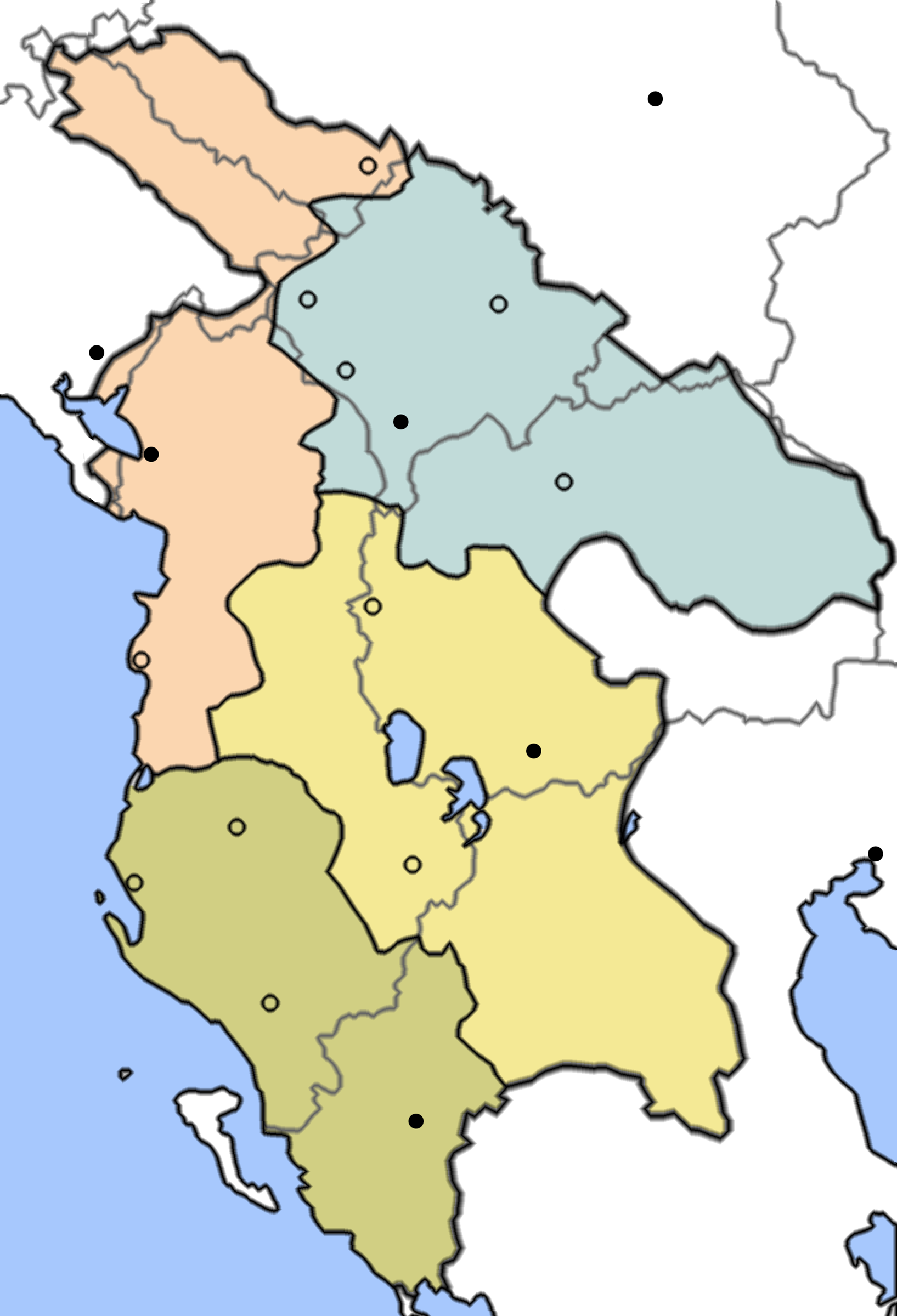
Die von der Liga bestrebten Gebiete, die unter osmanischer Oberhoheit Autonomie bekommen und vor Montenegro, Serbien, Bulgarien und Griechenland verteidigt werden sollten.

Die Liga von Prizren (albanisch Lidhja e Prizrenit), offiziell Liga für die Verteidigung der Rechte der albanischen Nation (alb. Lidhja për mbrojtjen e të drejtave të kombit Shqiptar), auch Albanische Liga (alb. Lidhja Shqiptare) genannt, war eine am 10. Juni 1878 im heute kosovarischen Prizren gegründete militärische und politische Widerstandsorganisation ethnisch-albanischer Führer. Sie entstand als direkte Antwort auf den russisch-osmanischen Friedensvertrag von San Stefano, der die Aufteilung albanischer Siedlungsgebiete unter Montenegro, Serbien und dem neu entstandenen Bulgarien vorsah. Neben der politischen und militärischen Verteidigung dieser Gebiete strebte die Liga die Vereinigung der vier osmanischen Vilâyets von Janina, Monastir, Shkodra und Kosovo zu einer autonomen Verwaltungseinheit mit Ohrid als Hauptstadt an.

## Vorgeschichte
Im Laufe des 19. Jahrhunderts hatte das Osmanische Reich sehr viel an Macht eingebüßt (Serbische Revolution 1804–31, Griechische Revolution 1821–29, Pariser Frieden 1856 etc.) und es stellte sich zunehmend die sogenannte „orientalische Frage“, was mit dem Sultanat geschehen sollte. Verschiedene Großmächte nahmen die osmanische Schwäche zum Anlass, sich in die inneren Angelegenheiten des Reiches einzumischen und ihre eigenen Interessen zu vertreten. So spielte sich das Russische Kaiserreich ganz nach panslawistischer Manier als Schutzmacht der christlich-orthodoxen und slawischen „Nationen“ Südosteuropas auf und strebte über den Bosporus einen Zugang zum Mittelmeer an.
Insbesondere wegen der blutigen Niederschlagung des bulgarischen Aprilaufstandes durch die Osmanen kam es 1877 zum Russisch-Osmanischen Krieg, in dem viele Albaner an Seite der Osmanen kämpften. Russland, Montenegro, Serbien und Rumänien griffen das Osmanische Reich an und eroberten große Gebiete. Im Zuge dessen kam es auch zu ethnischen Säuberungen (siehe auch Vertreibung der Albaner 1877–1878): Serbische und montenegrinische Soldaten und Irreguläre vertrieben Zehntausende albanische Bewohner aus den besetzten Gebieten. Der im Anschluss daran unterzeichnete Frieden von San Stefano sah neben der Unabhängigkeit Bulgariens auch die Abtretung diverser osmanischer Gebiete an Montenegro und Serbien vor. Tatsächlich waren viele dieser Bulgarien, Serbien und Montenegro zugesprochenen Regionen vor allem von Albanern bewohnt. Es formierten sich aus diesen Gründen spontan lokale albanische Verteidigungskomitees in den Vilâyets Kosovo, Shkodra und Monastir.

## Gründung und Etablierung

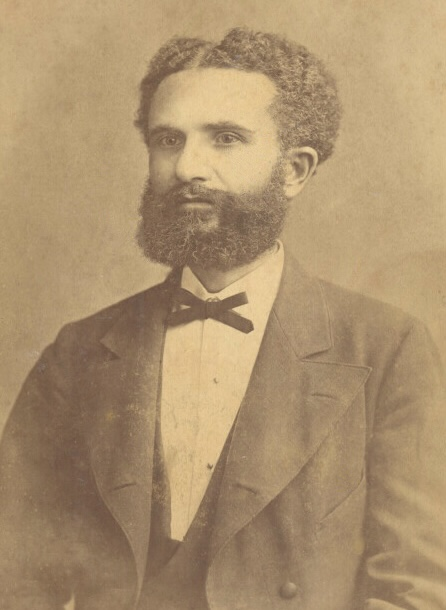
Abdyl Frashëri (vor 1892)

Am 10. Juni 1878 versammelten sich über 300 albanische Führer in Prizren, um gemeinsam gegen die Abtretung albanischer Territorien an die Nachbarstaaten vorzugehen. Die Versammlung gründete die Albanische Liga, die auch Liga von Prizren genannt wurde. Die meisten Ligamitglieder waren Gegen aus den Vilâyets Kosovo und Shkodra, doch es gab auch eine kleine Gruppe Tosken aus den Vilâyets Monastir und Janina, obschon der Frieden von San Stefano die Übergabe toskisch-albanischer Gebiete an Griechenland nicht beabsichtigte. Diese Tosken waren aber aus Solidarität gekommen.
Religiös gesehen waren die Ligamitglieder im Kosovo und in Südalbanien fast zu 100 % Muslime, während in Nordalbanien auch Katholiken teilnahmen. So bestand das Ligakommitee von Shkodra aus zwölf katholischen und zwölf muslimischen Mitgliedern. Streitkräfte stellten unter anderem auch die katholischen Bergbewohner und die ebenso katholischen Mirditen unter Prenk Bib Doda.
Das wichtigste Mitglied der Liga und zugleich ihr Präsident war der toskische Bektaschi Abdyl Frashëri (1839–1892), der Finanzchef im Vilâyet Janina. Er wurde auch zum Vorsitzenden der Außenkommission und zum ausländischen Vertreter der albanischen Interessen ernannt. Sulejman Vokshi übernahm die Finanzkommission und Pashko Vasa wurde Stellvertreter Frashëris im Ausland. Ymer Prizreni wählte man zum „Premierminister“. Auch Idriz Seferi und Ali Pascha Gucia gehörten zu den weiteren bekannteren Teilnehmern.
Am 18. Juni 1878 unterzeichneten schließlich albanische und slawophone muslimische Führer aus den Sandschaks von Novi Pazar, Kosovo, Tetova, Dibra, Mat und Luma zwei Texte, die Kararname und die Talimat, welche die politischen und kulturellen Interessen der Ligamitglieder zum Ausdruck brachte.
Eine der ersten Maßnahmen der Liga war die Erstellung eines Memorandums an Benjamin Disraeli, den britischen Vertreter am Berliner Kongress. Darin formulierten sie:

“Just as we are not and do not want to be Turks, so we shall oppose with all our might anyone who would like to turn us in Slavs or Austrians or Greeks. We want to be Albanians.”

„Genauso, wie wir keine Türken sind oder sein wollen, werden wir uns mit all unserer Kraft jedem widersetzen, der aus uns Slawen, Österreicher oder Griechen machen will. Wir wollen Albaner sein.“

Die Proteste und Petitionen der Liga wurden jedoch allesamt ignoriert. Der deutsche Reichskanzler Otto von Bismarck, auch am Kongress zugegen, behauptete gar, es gebe nicht mal eine albanische Nation.

## Kämpfe um die Montenegro zugesprochenen Gebiete 1878–80

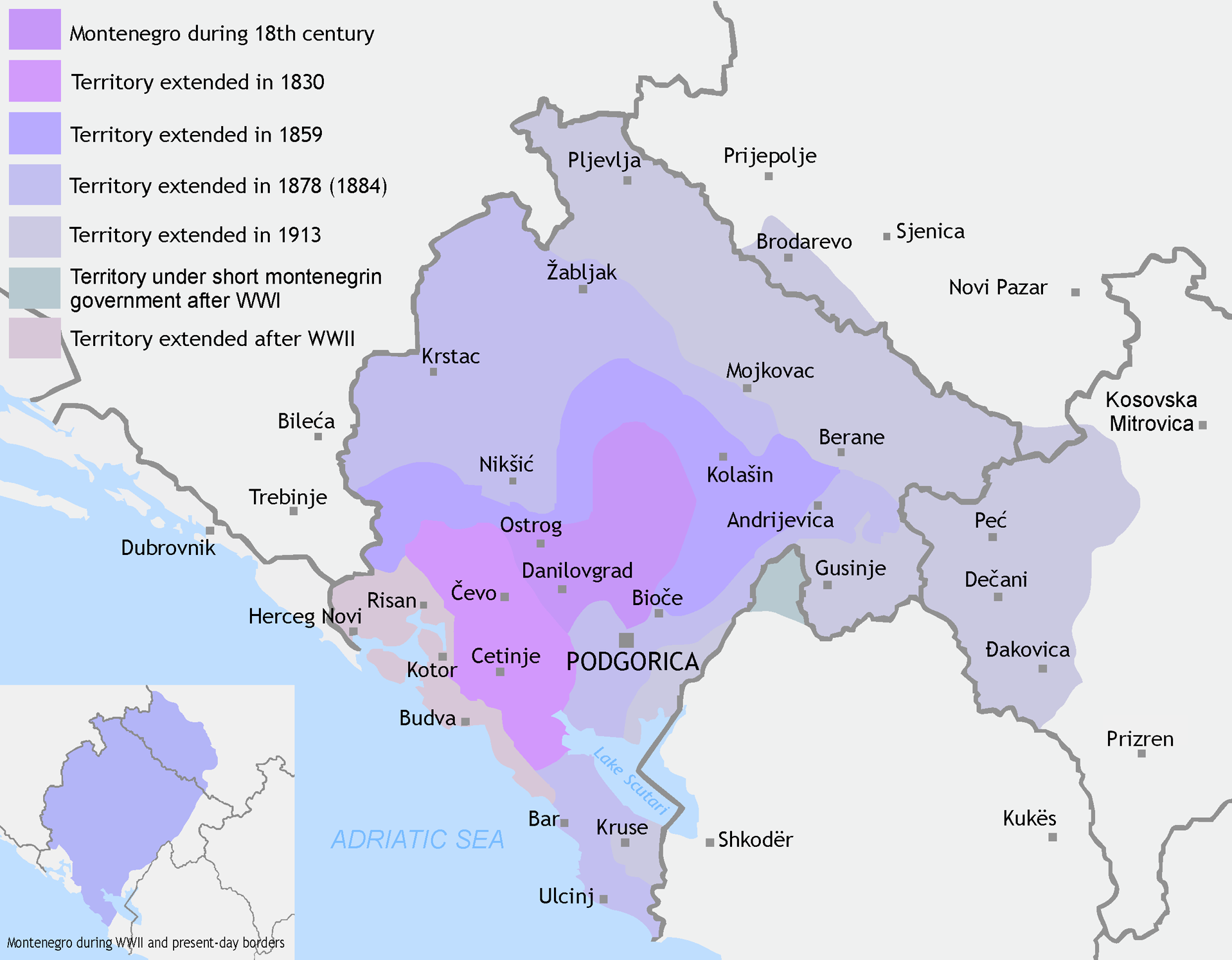
Expansion montenegrinischen Staatsgebietes vom 18. Jahrhundert bis nach dem Zweiten Weltkrieg. Die vom Berlinger Kongress 1878 Montenegro zugesprochenen Gebiete sind hellviolett hervorgehoben.

Während die vom Fürstentum Serbien besetzten Gebiete aufgegeben wurden, verteidigten Tausende ethnisch-albanische Freiwillige der Liga diejenigen Gebiete, die dem Fürstentum Montenegro zugesprochen worden waren, darunter auch Truppen des Ali Pascha Gucia die Stadt Gucia. Damit verhinderte die Liga die Verwirklichung des Berliner Vertrages vor Ort und dieser lokale Konflikt wurde immer mehr zu einem internationalen Problem.
Im August 1878 war der osmanische Vertreter der Kommission, welche die neue montenegrinisch-osmanische Grenze festlegen sollte, von aufgebrachten Albanern in Gjakova ermordet worden. Motiviert durch die Liga verweigerte Ende 1878 die Bevölkerung Nordalbaniens den Armeedienst und die Zahlung osmanischer Steuern.
Im Februar 1879 forderten Montenegro und die Großmächte, dass die Hohe Pforte ihre Truppen aus den Gebieten um Plava, Gucia, Podgorica und Ulqin abziehen und an Montenegro abtreten lässt (siehe Karte rechts), obschon die genaue Grenze noch nicht gezogen worden war. Währenddessen hatten die Osmanen den Berliner Kommissaren vorgeschlagen, dass Montenegro nicht die genannten (mehrheitlich muslimischen) Gebiete, sondern stattdessen die albanisch-katholischen Ländereien der Hoti und Gruda am Cem (siehe Nordwesten der Karte hier) erhalten sollte. Auch würden sie die Abtretung der Hafenstadt Ulqin in Betracht ziehen. Daraufhin gaben die muslimischen und katholischen Albanerführer die gemeinsame Erklärung ab, dass sie bei der Realisierung von irgendeinem dieser Szenarien die osmanische Staatsbürgerschaft ablegen und ihre Länder verteidigen würden. Der katholische Führer der Hoti suchte gar offiziell österreichisch-ungarische Unterstützung, die jedoch ausblieb.
Schließlich nahmen die Großmächte im April 1879 den osmanischen Tauschvorschlag an und die Gebiete der Sippen von Hoti und Gruda kamen zu Montenegro. Als am 22. April die osmanischen Truppen diese verließen, besetzten sie sofort etwa 10.000 (lokale) Ligaverbände. Schon im Juni wurde der Tauschvorschlag rückgängig gemacht und stattdessen sollte bloß die Hafenstadt Ulqin montenegrinisch werden. Doch diese kontrollierten über 6.000 albanische Piraten.
Im September 1879 wurden die Großmächte ungeduldig, setzten dem Osmanischen Reich ein Ultimatum und drohten mit der Belagerung von Izmir. Dies zwang die Hohe Pforte dazu, eilig Truppenverbände zur Gebietsabtretung nach Ulqin zu schicken. Doch die albanische Stadtbevölkerung wurde von der Liga unterstützt und mehr als ein Jahr lang versuchten die Osmanen vergeblich, die Piratenstadt einzunehmen. Das gelang erst Ende November 1880 und am 26. November durften schließlich montenegrinische Truppen einrücken.
Im Januar 1879 stellte die Liga an die Hohe Pforte eine neue Liste an Forderungen. 1. Die „albanischen Gebiete“ sollen in einem Vilâyet vereinigt werden. 2. Eine Nationalversammlung soll für das Vilâyet gebildet werden. 3. Alle Vilâyet-Beamten sollen Albanisch sprechen. 4. Der Schulunterricht soll auf Albanisch durchgeführt werden. 5. Ein Großteil der Vilâyet-Einnahmen soll in der Provinz verbleiben.
Nach den Entwicklungen in Montenegro schloss die Liga von Prizren jede Zusammenarbeit mit den Osmanen kategorisch ab und die Albaner fühlten sich im Allgemeinen hintergangen von der Hohen Pforte.

## Entwicklungen im Vilâyet Janina

Das Vilâyet von Janina (dunkelgrün) zur Zeit der Liga von Prizren. Südöstlich befand sich Griechenland.

Ethnisch und religiös war der Epirus im 19. Jahrhundert eine vielfältige Region. Dies sollte sich erst im Zuge der Assimilierungs-, Unterdrückungs- und Vertreibungspolitik des griechischen Nationalstaates und der griechischen Gesellschaft im 20. Jahrhundert ändern. Auch politisch waren Albaner und Griechen im 19. Jahrhundert noch nicht verfeindet, ganz im Gegenteil, nicht nur hatten die Arvaniten und Soulioten beispielsweise eine Hauptrolle im Griechischen Unabhängigkeitskrieg 1821–29 gespielt, sondern es herrschte im 19. Jahrhundert die Ansicht vor, dass Albaner und Griechen verwandte Völker wären. Deswegen und weil sie – verglichen zu den slawischen Balkanvölkern – klein in ihrer Anzahl wären, könnten sie als eigene Entitäten nicht überleben, sondern müssten einen gemeinsamen Staat bilden. Österreich-Ungarn und die in Griechenland siedelnden christlich-orthodoxen Albaner unterstützten diese Ideen.
Konkrete Pläne wurden ab Juli 1877 zwischen albanischen Führern und Vertretern der griechischen Politik diskutiert. Insbesondere der Ligapräsident Abdyl Frashëri führte in Janina Gespräche mit dem griechischen Konsul von Shkodra, Epaminondas Mavromatis. Sie scheiterten schließlich im Februar 1878 auf Korfu vor Ausbruch des Russisch-Osmanischen Krieges aus verschiedenen Gründen: So würden die Albaner in einem solchen Staat ihre im Osmanischen Reich privilegierte Stellung verlieren, die Nordalbaner wiederum könnten sich mit einem solchen Staat wenig bis gar nicht identifizieren und die griechische Elite beobachtete die albanische Nationalbewegung („Rilindja“) immer mehr mit Argwohn. Die Differenzen erschienen unüberbrückbar. Im Russisch-Osmanischen Krieg hielt Griechenland die Provinz von Janina für kurze Zeit besetzt.
Am 30. März 1879 verließen Abdyl Frashëri und Mehmet Ali Vrioni über Berat den Hafen von Preveza Richtung Westeuropa und trafen am 12. Mai den britischen Außenminister Robert Gascoyne-Cecil, dem sie unter anderem die ethnische, sprachliche und kulturelle Zusammensetzung des Epirus erklärten, um eine Abtretung des Gebiets an Griechenland zu verhindern. Zwei Jahre lang wurde international über den Epirus verhandelt und diskutiert. Erst 1881 einigten sich Griechenland und das Osmanische Reich darauf, dass Thessalien und das epirotische Arta griechisch würden, während das Vilâyet Janina osmanisch bleiben würde.
Im Juli 1880 versammelten sich Ligamitglieder in Gjirokastra und forderten erneut eine Autonomie für das vereinigte „albanische Vilâyet“. Uneinig war man sich über die Methoden. Während ein kleiner Teil für ein zügiges Handeln eintrat, noch bevor also die Osmanen reagieren konnten, war ein beträchtlicher Teil von feudalen Beys für ein Abwarten. Letztlich konnte sich die kleinere Gruppe trotzdem durchsetzen.

## Zerschlagung 1881
Bis Ende Januar 1881 übernahm das Ligakomitee die Regierungsgewalt und die Verwaltung des Vilâyet Kosovo. Die osmanische Regierung reagierte am 23. März mit der Verhaftung der Komiteemitglieder in Istanbul und ihrer Internierung nach Rhodos. Der Ligapräsident Abdyl Frashëri wurde sogar zum Tode verurteilt, doch seine Strafe wurde später in eine lebenslange Haft geändert und 1885 wurde er aus dem Gefängnis gelassen, mit der Bedingung, dass er sich in den albanischen Vilâyets nicht aufhalte.
Einen Monat später wurde eine 10.000 Mann große osmanische Armee in den Kosovo entsandt, welche Prizren erobern konnte. Die Liga sah sich gezwungen, nach Gjakova zu fliehen, wo ihr Widerstand noch einige Wochen andauerte, bis ihnen in Militärgerichten der Prozess gemacht wurde. Auch im Süden Albaniens wurden Ligamitglieder von den Osmanen verfolgt und verhaftet.
Der Einfluss der Liga war damit endgültig gebrochen. Doch die albanische Nationalbewegung war durch die Aktivitäten der Liga erstarkt: Die Folgen waren eine verstärkte kulturelle Emanzipation der Albaner und mehrere Aufstände in fast allen Gebieten.

### Darstellungen
- Peter Bartl: Albanien. Vom Mittelalter bis zur Gegenwart. Regensburg 1995, ISBN 3-7917-1451-1.
- Peter Bartl: Die Albanischen Muslime zur Zeit der nationalen Unabhängigkeitsbewegung (1878-1912). Wiesbaden 1968.
- Nathalie Clayer: Aux origines du nationalisme albanais. La naissance d’une nation majoritairement musulmane en Europe. Paris 2007.
- Johannes Faensen: Die albanische Nationalbewegung. Berlin 1980.
- Skendi Stavro: The Albanian National Awaking 1878-1912. Princeton, New Jersey 1967, ISBN 0-691-05100-3.
- Miranda Vickers: The Albanians. A Modern History. London/New York 2014.